# Ariel Rubinstein
Ariel Rubinstein (Jeruzsálem, 1951. április 13. –) izraeli közgazdász, aki a gazdaságelmélet, a játékelmélet és a korlátozott racionalitás területén dolgozik.

## Életrajz
Ariel Rubinstein a Tel-avivi Egyetem Közgazdasági Karának és a New York-i Egyetem Közgazdaságtudományi Tanszékének közgazdászprofesszora. Matematikát és közgazdaságtant tanult a jeruzsálemi Héber Egyetemen, 1972 és 1979 között (B.Sc. matematika, közgazdaságtan és statisztika, 1974; MA Közgazdaságtan, 1975; M.Sc. matematika, 1976; Ph.D. Közgazdaságtan, 1979).
1982-ben publikálta a „Tökéletes egyensúly egy alkudozási modellben” című cikkét, amely fontos hozzájárulása az alkuelmélethez. A modell Rubinstein-alkumodellként is ismert. A kétszemélyes alkut egy extenzív játékként írja le, tökéletes információval, amelyben a játékosok körönként alternatív ajánlatokat kínálnak fel egymásnak. A legfontosabb feltételezés az, hogy a játékosok türelmetlenek. A fő eredmény olyan feltételeket ad, amelyek mellett a játéknak egyedi részjáték-tökéletes egyensúlya van, és ezt az egyensúlyt jellemzi.

## Kitüntetések
Rubinsteint az Izraeli Tudományos és Bölcsészettudományi Akadémia tagjává választották (1995), az Amerikai Művészeti és Tudományos Akadémia és az  Amerikai Gazdasági Társaság külföldi tiszteletbeli tagjává választotta. 1985-ben az Econometric Society tagjává választották, amelynek 2004-ben az elnöke volt.
2002-ben a Tilburgi Egyetem díszdoktorává nyilvánította.
Megkapta a Bruno-díjat (2000), az Izraeli Közgazdasági Díjat (2002), a Nemmers-díjat (2004), az EMET-díjat (2006). és a Rothschild-díj (2010).

## Fordítás
- Ez a szócikk részben vagy egészben  az   Ariel Rubinstein című angol Wikipédia-szócikk ezen változatának fordításán alapul.  Az eredeti cikk szerkesztőit annak laptörténete sorolja fel. Ez a jelzés csupán a megfogalmazás eredetét és a szerzői jogokat jelzi, nem szolgál a cikkben szereplő információk forrásmegjelöléseként.